# GO-1
Il GO-1 è un cavo sottomarino di comunicazione che collega la Sicilia a Malta, gestito dalla società di telecomunicazioni maltese GO.
Consta di due cavi, uno, posato nel 1995, che collega St. George's Bay a Malta a Catania ed un altro che collega dal 2009 St. Paul's Bay (Malta) con Mazara del Vallo.